# Miłość! Uwaga! Ratunku! Pomocy!
Miłość! Uwaga! Ratunku! Pomocy! – dziewiąty album muzyczny grupy Hey. Ukazał się 23 października 2009.
Album uzyskał status podwójnie platynowej płyty i nakład ponad 60 tys. zestawów.
W kwietniu 2010 roku wydawnictwo uzyskało nagrodę polskiego przemysłu fonograficznego Fryderyka w kategoriach: album roku rock, wydawnictwo specjalne – najlepsza oprawa graficzna, produkcja muzyczna roku i piosenka roku („Kto tam? Kto jest w środku?”).
Podczas trasy promującej album na instrumentach klawiszowych grali zamiennie Marcin Macuk i Krzysztof Zalewski.

## Lista utworów
Opracowano na podstawie materiału źródłowego.
| Nr  | Tytuł utworu                      | Słowa              | Muzyka                                 | Długość |
| --- | --------------------------------- | ------------------ | -------------------------------------- | ------- |
| 1.  | „Vanitas”                         | Katarzyna Nosowska | Paweł Krawczyk                         | 3:18    |
| 2.  | „Umieraj stąd”                    | Katarzyna Nosowska | Paweł Krawczyk                         | 3:44    |
| 3.  | „Faza delta”                      | Katarzyna Nosowska | Paweł Krawczyk                         | 4:19    |
| 4.  | „Piersi ćwierć”                   | Katarzyna Nosowska | Paweł Krawczyk                         | 4:49    |
| 5.  | „Chiński urzędnik państwowy”      | Katarzyna Nosowska | Paweł Krawczyk                         | 4:27    |
| 6.  | „Miłość! Uwaga! Ratunku! Pomocy!” | Katarzyna Nosowska | Paweł Krawczyk                         | 4:02    |
| 7.  | „Stygnę”                          | Katarzyna Nosowska | Paweł Krawczyk                         | 5:11    |
| 8.  | „Boję się o nas”                  | Katarzyna Nosowska | Paweł Krawczyk                         | 5:15    |
| 9.  | „Kto tam? Kto jest w środku?”     | Katarzyna Nosowska | Paweł Krawczyk                         | 3:15    |
| 10. | „Nie więcej...”                   | Katarzyna Nosowska | Katarzyna Nosowska, Marcin Żabiełowicz | 3:12    |
|     |                                   |                    |                                        | 41:32   |

## Twórcy
- Katarzyna Nosowska – śpiew, słowa
- Marcin Żabiełowicz – gitara
- Paweł Krawczyk – gitara
- Jacek Chrzanowski – gitara basowa
- Robert Ligiewicz – perkusja
- Przemysław Myszor – instrumenty klawiszowe
- Marcin Bors – produkcja muzyczna, realizacja
- Maciej Moruś – okładka, oprawa graficzna

## Pozycje na listach
| Lista | Kraj   | Pozycja |
| ----- | ------ | ------- |
| OLiS  | Polska | 1       |